# Giacomo Schettini
Giacomo Schettini (Trecchina, 3 agosto 1934) è un politico italiano.

## Biografia
Ha studiato giurisprudenza ed è stato ricercatore presso l'Istituto di Filosofia del Diritto.
All'età di 20 anni aderì al comunismo, iscrivendosi prima alla FIGC e poi al partito. Nei primi anni sessanta diresse la campagna elettorale al sud Italia per Giorgio Amendola. Nel 1966, nonostante questo, si schierò a fianco di Pietro Ingrao contro gli amendoliani. Seguì con il suo studio legale i processi a Pier Paolo Pasolini.
Esponente del PCI, già nel 1970 fu Segretario Regionale per la Basilicata, ed in seguito è stato eletto deputato nel 1987.
In seguito ha ricoperto il ruolo di segretario regionale per la Basilicata del PRC, portando il partito, nelle elezioni del 2006 al suo massimo storico in regione, e all'elezione di una senatrice e una deputata.